# Procuradores ecuatoguineanos
En 1959 los Territorios Españoles del Golfo de Guinea adquirieron el estatus de provincias españolas ultramarinas, similar al de las provincias metropolitanas. Por la ley de 30 de julio de 1959, adoptaron oficialmente la denominación de Región Ecuatorial Española y se organizaron en dos provincias: Fernando Poo y Río Muni.
Con la provincialización de los Territorios Españoles del Golfo de Guinea, se sucederán diferentes procuradores en las Cortes franquistas procedentes de las provincias de Fernando Poo y Río Muni:

## Elecciones 16.05.1958
- Carlos Cabrera James,[2] administración local Ayuntamiento de San Fernando (Fernando Poo).
- Wilwardo Jones Níger, administración local, Ayuntamiento de Santa Isabel (Fernando Poo).
- Francisco Javier Alzina de Boschi, administración local, Diputación[3] de Fernando Poo (Fernando Poo).
- Fernando Martorell Segovia, administración local, Ayuntamiento de Bata (Río Muni).
- Felipe Esono Nsue, administración local, Ayuntamiento de Evinayong (Río Muni).
- Juan José Verdugo Morcillo, administración local, Diputación de Río Muni (Río Muni).

## Elecciones 02.06.1961
- Carlos Cabrera James, administración local, Ayuntamiento de San Fernando (Fernando Poo).
- Wilwardo Jones Niger,[4] administración local, Ayuntamiento de Santa Isabel (Fernando Poo), sustituido por Abilio Balboa Arkins.
- Francisco Javier Alzina de Boschi, administración local, Diputación de Fernando Poo (Fernando Poo).
- Fernando Martorell Segovia, administración local, Ayuntamiento de Bata (Río Muni), sustituido por Pedro Lumu Matindi.
- Felipe Esono Nsue, administración local, Ayuntamiento de Evinayong (Río Muni).
- Juan José Verdugo Morcillo, administración local, Diputación de Río Muni (Río Muni), sustituido por Federico Ngomo Nandong.

## Elecciones 02.07.1964
- Abilio Balboa Arkins,[5] administración local, Ayuntamiento de Santa Isabel (Fernando Poo), sustituido[6] por Ramón Blesa Boloix.
- Evaristo Motede Euchi, administración local, Ayuntamiento de San Carlos (Fernando Poo).
- Enrique Gori Molubela,[7] administración local, Diputación de Fernando Poo (Fernando Poo).
- Pedro Lumu Matindi, administración local, Ayuntamiento de Bata (Río Muni).
- Dámaso Rafael Sima Obono, administración local, Ayuntamiento de Puerto Iradier (Río Muni).
- Federico Ngomo Nandong, administración local, Diputación de Río Muni (Río Muni).

## Elecciones 16.11.1967
- Edmundo Bosio Dioco,[8]  Representantes de la Familia[9] (Fernando Poo).
- Ricardo María Bolopa Esape, Representantes de la Familia (Fernando Poo).
- Tomas Alfredo King Thomas, administración local, Ayuntamiento de Santa Isabel (Fernando Poo).
- Enrique Gori Molubela, administración local, Diputación de Fernando Poo (Fernando Poo).
- Alfredo José Jones Niger, Consejero Nacional (Fernando Poo).
- Jose Nsue Angue, Representantes de la Familia (Río Muni).
- Pedro Econg Andeme,[10] Representantes de la Familia (Río Muni).
- Andrés Moisés Mba Ada,[11] Consejero Nacional (Río Muni).
- Federico Ngomo Nandong, administración local, Diputación de Río Muni (Río Muni).

- Datos: Q109423593